# Artisan Entertainment
Artisan Entertainment (anteriormente conhecida como U.S.A. Home Video, International Video Entertainment (IVE) e LIVE Entertainment) foi uma empresa de home video e estúdio de produção cinematográfico americano. Foi considerado um dos maiores mini-grandes estúdios de cinema até que foi comprado pelo mais recente estúdio de cinema Lions Gate Entertainment em 2003. Na época em que foi vendida para Lions Gate, Artisan tinha uma biblioteca de milhares de filmes desenvolvidos por meio de aquisição, produção original e acordos de produção e distribuição. Sua sede esteve localizada em Santa Monica, Califórnia. O estúdio também tinha um escritório em Tribeca e em Manhattan, New York.

Os lançamentos de Artisan incluíam Requiem for a Dream, Pi, Grizzly Falls, Killing Zoe, National Lampoon's Van Wilder, The Blair Witch Project, Novocaine, and Startup.com.